# Zita de Lucques
Sainte Zita, ou sainte Zite, née vers 1218 près de Lucques et morte le 27 avril 1278 à Lucques, est une sainte catholique laïque, employée de maison. Son jour de commémoration est le 27 avril.
À l’âge de douze ans, elle est placée comme servante chez une famille de la ville de Lucques. Elle reste à leur service jusqu'à sa mort. Très pieuse, elle est connue pour avoir donné de nombreux signes de charité envers les plus pauvres. Son hagiographie fait état de miracles de son vivant. À son décès en 1278 elle est très vite vénérée par la population et l'évêque du diocèse autorise la dévotion à son égard, même si elle ne sera officiellement canonisée que quatre siècles plus tard en 1696, par le pape Innocent XII. En 1955, le pape Pie XII la déclare patronne des domestiques et des servants de maison.
Sa dévotion s'est répandue en Europe et plusieurs églises portent son nom. Sa dépouille mortuaire a été retrouvée intacte et installée dans une chasse vitrée dans la basilique San Frediano de Lucques, où son corps momifié est présenté à la vénération des fidèles. Deux congrégations religieuses catholiques sont placées sous sa protection : les sœurs minimes de Notre-Dame du Suffrage et les Oblates du Saint-Esprit.

## Biographie
Zita est née au hameau de Bozzano près de Monsagrati qui se trouve  à une quinzaine de kilomètres de Lucques en République éponyme, dans la région actuelle de Toscane, vers 1218. Ses parents sont de pauvres laboureurs. Zita est élevée par sa mère, une femme vertueuse et très modeste. Zita, « dès son plus jeune âge, était douce, modeste et docile à la volonté de Dieu ». À l’âge de douze ans, elle est placée comme servante chez une famille de la ville de Lucques, la famille Fatinelli,.

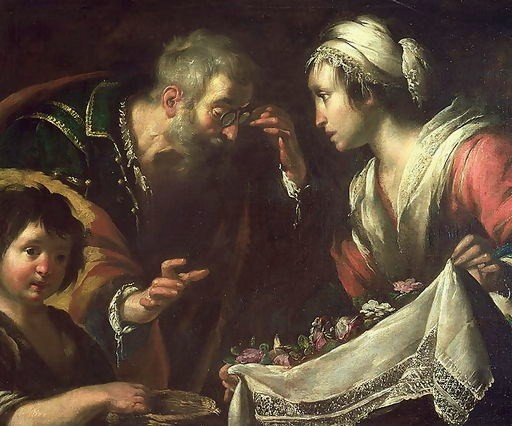
Le miracle de sainte Zita (XVII).

Les informations biographiques (de sa vie dans la famille Fatinelli) nous sont transmises par ses hagiographes. La vie de la sainte y est décrite comme un modèle de vie vertueuse : vie édifiante par ses jeûnes, ses prières et sa bonté. 
Ainsi, pour ne pas empiéter sur son service, Zita se levait plus tôt afin d'aller entendre la messe chaque jour. Elle jeûnait pour donner aux pauvres une part de sa nourriture, supportait avec patience et sourire les jalousies des autres domestiques qui parfois même la dénonçaient faussement,. On rapporte également qu'elle offrait parfois son lit à des miséreuses sans abri, dormant, pour sa part, à même le sol.
Ses hagiographes rapportent que longtemps, elle fut injustement dénigrée, surchargée, humiliée et parfois battue par ses maîtres ou les autres domestiques pour sa trop grande bonté. Mais ces brimades n’entamèrent jamais sa paix intérieure, l’amour porté à ses contempteurs ni le respect témoigné à ses employeurs. Ils concluent que « par son attitude humble et réservée, Zita finit par surmonter la méchanceté de ses maîtres et des autres domestiques au point qu’on lui confia toutes les affaires de la maison ».
Zita assistait chaque jour à la messe et prenait un temps d'oraison silencieuse à l'issue de la messe. Elle avait une grande dévotion pour les saints, en particulier pour sainte Marie-Madeleine et pour saint Jean l'Évangéliste. Plusieurs miracles, réalisés du vivant de sainte Zita sont également rapportés.
À la fin de sa vie, Zita tombe malade (elle est atteinte de la grippe), et s'alite. Cinq jours plus tard, elle s’éteint paisiblement chez les Fatinelli le 27 avril 1272. Elle avait 60 ans. On rapporte que toute la ville est venue « rendre hommage à la vertu de l'honorable servante ».

## Vénération et canonisation

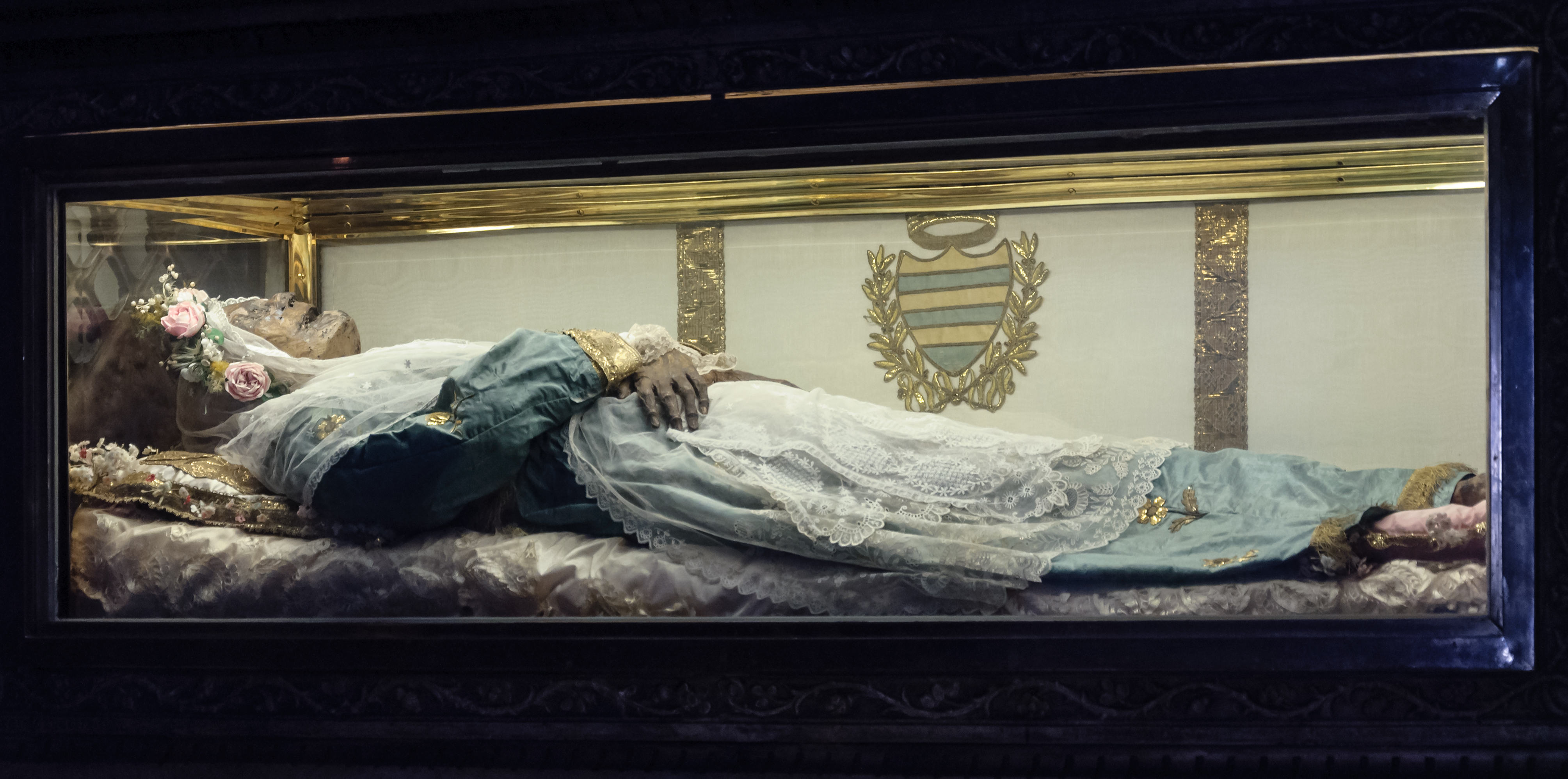
Châsse de sainte Zita dans la basilique San Frediano de Lucques.

Immédiatement après sa mort, des personnes viennent prier sur sa tombe. Des miracles sont rapportés avoir été obtenus par son intercession. Si bien que quatre ans après sa mort, l'évêque de Lucques autorise la dévotion publique envers la défunte. Le culte public à sainte Zita (elle n'est pas encore canonisée) se répand rapidement en Italie, en Espagne, en Angleterre et dans toute l'Europe. Son cercueil est ouvert plusieurs fois : en 1446, en 1581 et en 1652. À chaque fois, son corps est trouvé en parfaite conservation. Parmi les miracles rapportés ayant eu lieu sur sa tombe, 150 ont fait l’objet d’un examen critique et de procès verbaux.
Ce n'est que quatre siècles après sa mort que Zita est officiellement canonisée par le pape Innocent XII en 1696. Zita est nommée sainte patronne de la ville de Lucques. En 1955, le pape Pie XII l'a déclarée patronne des domestiques et des servants de maison (cuisiniers, serveurs, serveuses, employés de maison...).
Zita est représentée avec comme attributs un trousseau de clefs suspendu à sa ceinture et une cruche. Elle est parfois invoquée pour retrouver les clés perdues.
Sur le mont Sagrati, sa maison familiale (une simple chaumière) a été transformée en oratoire qui lui est dédié. D’autres églises lui sont consacrées à Gênes et à Milan. Son corps momifié est toujours exposé dans sa châsse-reliquaire placée dans la chapelle qui lui est dédiée dans la basilique San Frediano de Lucques.
En 1881, Francesco Faà di Bruno fonde une congrégation pour la promotion sociale et spirituelle de la femme : les sœurs minimes de Notre-Dame du Suffrage, qu'il met sous le patronage de sainte Zita.
La congrégation des sœurs Oblates du Saint-Esprit fondée à Lucques en 1882 par la bienheureuse Hélène Guerra est aussi connue sous le nom d'institut Sainte-Zita.
En 1892, le duc Robert Ier de Parme nomme son dix-septième enfant Zita en l'honneur de la sainte. Impératrice d'Autriche et reine de Hongrie par son mariage avec l'empereur Charles Ier d'Autriche, béatifié en 2004, son procès de béatification a été ouvert en 2009.
Sa fête est fixée au 27 avril d’après le Martyrologe romain.

## Notoriété littéraire
Les poètes Fazio degli Uberti (dans Dittamonde, III, 6) et Dante (dans l'Enfer, XXI, 38) utilisent le terme de sainte Zita pour désigner la ville de Lucques.
La plus ancienne biographie que l'on ait conservée est un manuscrit anonyme appartenant à la famille Fatinelli qui a été publié à Ferrare en 1688 par Mgr Fatinelli, Vita beatf ZITF virginis Lucensis ex vetustissimo codice manuscripto fideliter transumpta. Une biographie plus complète a été publiée à Lucques en 1752 : Vita e miracoli di S. Zita vergine lucchese.